# (21861) Maryhedberg
(21861) Maryhedberg (1999 TU189) – planetoida z pasa głównego asteroid okrążająca Słońce w ciągu 5,11 lat w średniej odległości 2,96 j.a. Odkryta 12 października 1999 roku.